# Santuario della Madonna di Passoscio
Il santuario della Madonna di Passoscio è un luogo di culto cattolico situato nel comune di Pigna, in provincia di Imperia. La principale festività si celebra il 25 marzo nella festa dell'Annunciazione.

## Storia e descrizione
Secondo la tradizione popolare l'edificazione del santuario è legata alla storia di un locale pastore di gregge che, tornando dal pascolo sulla montagna, avrebbe ritrovato un quadretto raffigurante l'Annunciazione di Maria tra i cespugli. Portato a casa, il quadretto fu ritrovato alcuni giorni dopo nelle stesso luogo del ritrovamento dal pastore e così accadde nuovamente quando quest'ultimo lo consegnò al rettore della parrocchia di San Michele di Pigna che lo depose temporaneamente all'interno dell'oratorio di Sant'Antonio.
L'eccezionale fenomeno del quadretto, comune ad altre tradizioni religiose, sviluppò ben presto un'ampia devozione tra gli abitanti che decisero allora di onorare il luogo del ritrovamento con l'edificazione di una primitiva cappella ove custodire l'immagine denominata "Madonna del monte". Per il sempre più afflusso dei pellegrini viene decisa poco dopo la costruzione di una nuova chiesa. L'attuale edificio è risalente al XVII secolo con pianta a croce latina. Nel XVIII secolo al corpo della chiesa si aggiunse il presbiterio e una nuova decorazione policroma in stile barocco; agli inizi del secolo (1719) inoltre si costruì un adiacente convento, mai abitato da ordini religiosi.
Tra le tante tradizioni e racconti del santuario vi è quella del voto fatto dal pittore marchigiano Carlo Maratta. Il racconto asserisce che il pittore, facendo viaggio per mare diretto a Marsiglia nel 1650, fu al centro di una furiosa tempesta che colpì la nave nel tratto di costa tra Ventimiglia e Mentone e un abitante di Pigna, imbarcato sulla nave, lo convinse a chiedere protezione alla Madonna di Passoscio. Maratta promise allora che avrebbe ceduto una sua opera come voto in cambio del salvataggio dalla sciagura. La nave riuscì a mettersi in salvo e pochi mesi dopo, come promesso, il pittore si recò al santuario e dipinse l'Annunciazione, quadro che, dopo un furto e il successivo ritrovo, è oggi conservato in altro luogo; tuttavia nel santuario ne è conservata una copia.

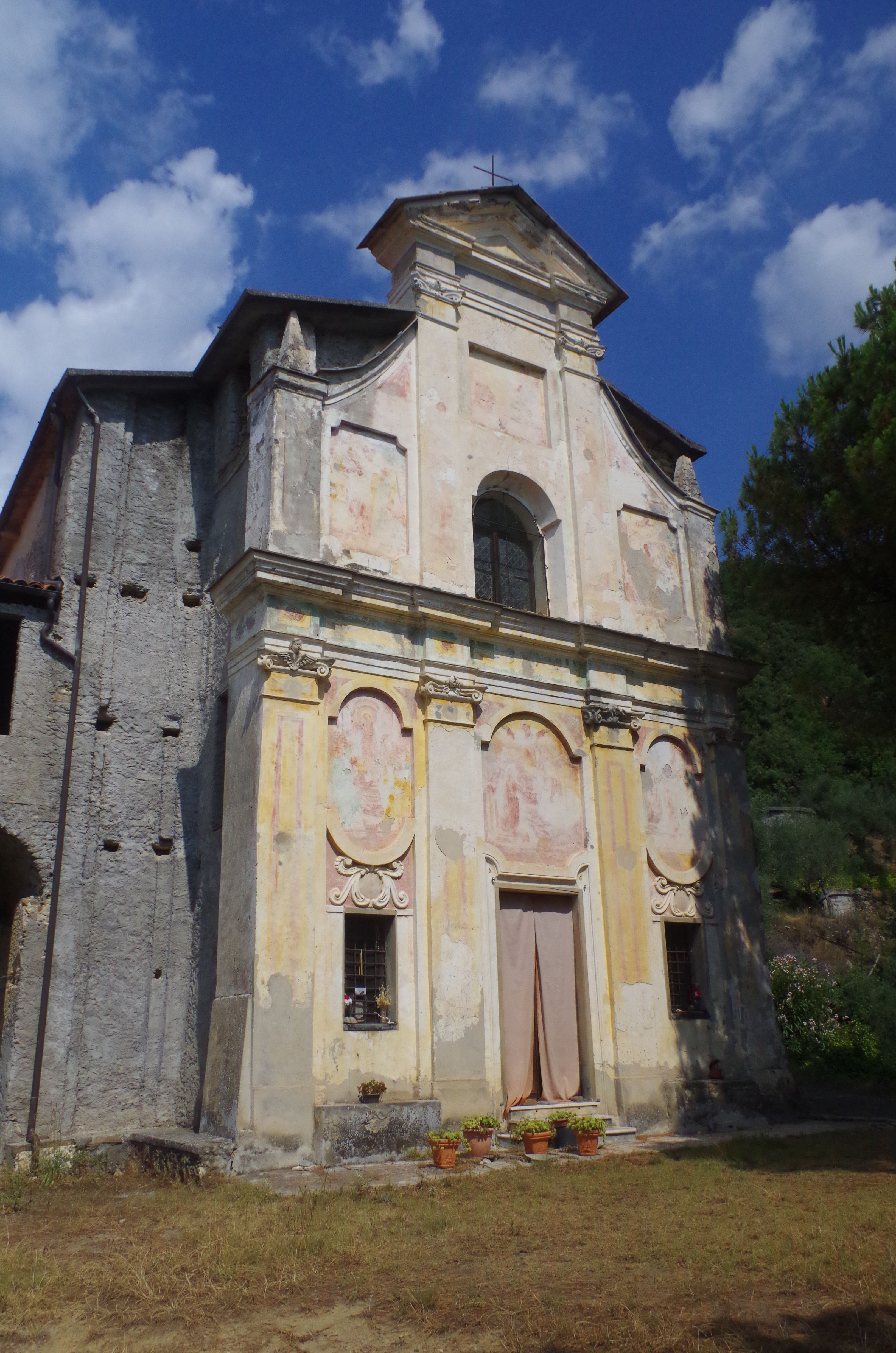
Santuario della Madonna di Passoscio